# Не стреляйте в пассажира!
«Не стреляйте в пассажира!» — российский фильм 1992 года режиссёра Хусейна Эркенова, снятый в жанре артхаусной драмы на студии «Эрхус».

## Сюжет
Писатель пишет роман, не очень хорошо представляя развитие сюжета. Он придумывает для романа персонажа, сталкивающегося с рядом испытаний, включая тюремное заключение, безработицу, утрату возлюбленной, преследование бандитов и сложные отношения с матерью. В процессе повествования персонаж следует указаниям автора, что приводит к его гибели под колёсами машины писателя.

## В ролях
- Сергей Виноградов — Роман, журналист
- Александр Филиппенко — главный редактор
- Николай Ерёменко-младший — писатель
- Елена Кондулайнен — актриса
- Нина Русланова — мать Романа
- Олег Васильков — бандит
- Оксана Потоцкая — сестра Романа

## Критика
Киновед Александр Фёдоров так оценивал фильм: «Фильм Х. Экенова, … тяжеловесен, медлителен. Вместо пародийной стилизации в нём ясно прочитывается попытка создания философской притчи». По его мнению, причина неудачи фильма заключается «в отсутствии способности героев фильма вызывать сопереживание у зрителей».

## Фестивали
- Кинотавр-93 в Сочи — участие в конкурсной программе[2]